# ABBYY
ABBYY（/ˈʌbɪ/，中文名泰比）是一家提供PC和移动设备光学字符识别、文档识别软件和计算机辅助语言学习软件的国际软件公司。ABBYY的大多数产品，如ABBYY FineReader，意在简化从纸质文档到数字数据的转换过程。ABBYY也提供基于语言的软件产品和服务。

## 历史
ABBYY由俄籍华裔企业家杨诚于1989年创立，在1997年以前公司名为BIT Software。当杨诚还是莫斯科物理技术学院的学生的时候，便决定成立一家公司，ABBYY的第一个产品是一种英文和俄文互译的名为Lingvo的词典软件。1997年，公司改名为ABBYY，ABBYY是一个古老的汉藏语系苗瑶语族词语，意为“敏锐的眼光”，反映了公司的活动和研究的重点领域：文档识别和语言技术。
ABBYY有4个总部：北美（米尔皮塔斯 (加利福尼亚州)）、西欧（慕尼黑）、东欧（基辅）和俄罗斯（莫斯科）。大部分的研究和项目开发都在莫斯科进行。ABBYY集团在澳大利亚、加拿大、塞浦路斯、法国、德国、日本、俄罗斯、西班牙、中国、阿联酋、英国、乌克兰和美国等国设有办事处。在2007年，公司成立了以出版辞书、工具书、百科全书和指导书籍为主的ABBYY出版社。ABBYY还拥有一家高科技的语言翻译和本地化公司ABBYY Language Services。

## 主要产品
- ABBYY FineReader
- ABBYY FlexiCapture
- ABBYY PDF Transformer
- ABBYY Compreno
- ABBYY Business Card Reader
- ABBYY Lingvo